# Giải bóng đá vô địch quốc gia Áo
Giải bóng đá vô địch quốc gia Áo (tiếng Đức: Bundesliga [ˈbʊndəsˌliːɡa]), còn được gọi là Admiral Bundesliga vì lý do tài trợ, là cấp độ cao nhất của hệ thống giải bóng đá Áo. Giải xác định ra đội vô địch bóng đá quốc gia Áo cũng như các đội tham dự các cúp châu Âu khác nhau do UEFA điều hành.
Bundesliga của Áo, bắt đầu từ mùa giải 1974–75, là một hiệp hội được đăng ký riêng biệt kể từ ngày 1 tháng 12 năm 1991. Giành được nhiều chiến thắng nhất là hai gã khổng lồ thành Viên, Rapid Wien với 32 lần vô địch quốc gia và Austria Wien, 24 lần vô địch. Nhà vô địch hiện tại là Sturm Graz. Phillip Thonhauser là chủ tịch của Bundesliga Áo.

## Tipp 3 Bundesliga
Tại Tipp 3 Bundesliga, 10 câu lạc bộ thi đấu "mùa giải kép" mỗi đội sẽ thi đâu với đội khác hai lần trên sân nhà và hai lần sân khách trong một mùa giải và được chia thành giải mùa thu và mùa xuân. Mùa giải thường kéo dài từ tháng Bảy tới tháng 6 năm sau đó. Kết thúc mùa giải, đội xếp cuối bảng sẽ xuống chơi tại ADEG Erste Liga, đội vô địch giải dưới sẽ lên hạng Tipp 3 Bundesliga.

### Các câu lạc bộ mùa 2021–22
Đội vô địch Bundesliga sẽ giành quyền tham dự UEFA Champions League, các câu lạc bộ ở vị trí thứ 2 và 3, cũng như đội vô địch Cúp Quốc gia, sẽ đá vòng loại UEFA Europa League. Trong trường hợp đội vô địch Bundesliga giành luôn Cúp Quốc gia, đội xếp thứ tư sẽ tham dự UEFA Europa League.
| CLB                   | Địa phương       | Sân nhà              | Sức chứa | Vị trí mùa 2020-21 |
| --------------------- | ---------------- | -------------------- | -------- | ------------------ |
| Admira Wacker Mödling | Maria Enzersdorf | BSFZ-Arena           | 7,000    | 12th               |
| SK Austria Klagenfurt | Klagenfurt       | Wörthersee Stadion   | 32,000   | AFSL: Champions    |
| Austria Wien          | Viên             | Generali Arena       | 17,500   | 8th                |
| LASK                  | Linz             | Waldstadion Pasching | 6,009    | 3th                |
| Rapid Wien            | Viên             | Allianz Stadion      | 28,000   | 2nd                |
| Red Bull Salzburg     | Wals-Siezenheim  | Red Bull Arena       | 30,188   | 1st                |
| Rheindorf Altach      | Altach           | Stadion Schnabelholz | 8,500    | 10th               |
| Sturm Graz            | Graz             | Merkur-Arena         | 16,364   | 4th                |
| SV Ried               | Ried im Innkreis | Keine Sorgen Arena   | 7,680    | 11th               |
| TSV Hartberg          | Hartberg         | Stadion Hartberg     | 4,635    | 7th                |
| Wolfsberger AC        | Wolfsberg        | Lavanttal-Arena      | 7,300    | 5th                |
| WSG Tirol             | Innsbruck        | Tivoli Stadion Tirol | 16,008   | 6th                |

## Danh sách các nhà vô địch
| Mùa giải  | Vô địch                                                      | Á quân                                                       |
| --------- | ------------------------------------------------------------ | ------------------------------------------------------------ |
| 1911–12   | Rapid Wien                                                   | Wiener Sport-Club                                            |
| 1912–13   | Rapid Wien (2)                                               | Wiener AF                                                    |
| 1913–14   | Wiener AF                                                    | Rapid Wien                                                   |
| 1914–15   | Wiener AC                                                    | Wiener AF                                                    |
| 1915–16   | Rapid Wien (3)                                               | Floridsdorfer AC                                             |
| 1916–17   | Rapid Wien (4)                                               | Floridsdorfer AC                                             |
| 1917–18   | Floridsdorfer AC                                             | Rapid Wien                                                   |
| 1918–19   | Rapid Wien (5)                                               | SC Rudolfshügel                                              |
| 1919–20   | Rapid Wien (6)                                               | SV Amateure                                                  |
| 1920–21   | Rapid Wien (7)                                               | SV Amateure                                                  |
| 1921–22   | Wiener Sport-Club                                            | Hakoah Vienna                                                |
| 1922–23   | Rapid Wien (8)                                               | SV Amateure                                                  |
| 1923–24   | SV Amateure                                                  | First Vienna FC                                              |
| 1924–25   | Hakoah Vienna                                                | SV Amateure                                                  |
| 1925–26   | SV Amateure (2)                                              | First Vienna FC                                              |
| 1926–27   | SK Admira Wien                                               | Brigittenauer AC                                             |
| 1927–28   | SK Admira Wien (2)                                           | Rapid Wien                                                   |
| 1928–29   | Rapid Wien (9)                                               | SK Admira Wien                                               |
| 1929–30   | Rapid Wien (10)                                              | SK Admira Wien                                               |
| 1930–31   | First Vienna FC                                              | SK Admira Wien                                               |
| 1931–32   | SK Admira Wien (3)                                           | First Vienna FC                                              |
| 1932–33   | First Vienna FC (2)                                          | Rapid Wien                                                   |
| 1933–34   | SK Admira Wien (4)                                           | Rapid Wien                                                   |
| 1934–35   | Rapid Wien (11)                                              | SK Admira Wien                                               |
| 1935–36   | SK Admira Wien (5)                                           | First Vienna FC                                              |
| 1936–37   | SK Admira Wien (6)                                           | Austria Wien                                                 |
| 1937–38   | Rapid Wien (12)                                              | Wiener Sport-Club                                            |
| 1938–1945 | Một phần của Gauliga Ostmark, Đức                            | Một phần của Gauliga Ostmark, Đức                            |
| 1938–39   | SK Admira Wien (7)                                           | SC Wacker Wien                                               |
| 1939–40   | Rapid Wien (13)                                              | SC Wacker Wien                                               |
| 1940–41   | Rapid Wien (14)                                              | SC Wacker Wien                                               |
| 1941–42   | First Vienna FC (3)                                          | FC Wien                                                      |
| 1942–43   | First Vienna FC (4)                                          | Wiener AC                                                    |
| 1943–44   | First Vienna FC (5)                                          | Floridsdorfer AC                                             |
| 1944–45   | Chưa kết thúc với Rapid Vienna đứng thứ nhất sau 9 trận đấu. | Chưa kết thúc với Rapid Vienna đứng thứ nhất sau 9 trận đấu. |
| 1945–46   | Rapid Wien (15)                                              | Austria Wien                                                 |
| 1946–47   | SC Wacker Wien (8)                                           | Rapid Wien                                                   |
| 1947–48   | Rapid Wien (16)                                              | SC Wacker Wien                                               |
| 1948–49   | Austria Wien (3)                                             | Rapid Wien                                                   |
| 1949–50   | Austria Wien (4)                                             | Rapid Wien                                                   |
| 1950–51   | Rapid Wien (17)                                              | SC Wacker Wien                                               |
| 1951–52   | Rapid Wien (18)                                              | Austria Wien                                                 |
| 1952–53   | Austria Wien (5)                                             | SC Wacker Wien                                               |
| 1953–54   | Rapid Wien (19)                                              | Austria Wien                                                 |
| 1954–55   | First Vienna FC (6)                                          | Wiener Sport-Club                                            |
| 1955–56   | Rapid Wien (20)                                              | SC Wacker Wien                                               |
| 1956–57   | Rapid Wien (21)                                              | First Vienna FC                                              |
| 1957–58   | Wiener Sport-Club (2)                                        | Rapid Wien                                                   |
| 1958–59   | Wiener Sport-Club (3)                                        | Rapid Wien                                                   |
| 1959–60   | Rapid Wien (22)                                              | Wiener Sport-Club                                            |
| 1960–61   | Austria Wien (6)                                             | First Vienna FC                                              |
| 1961–62   | Austria Wien (7)                                             | LASK                                                         |
| 1962–63   | Austria Wien (8)                                             | SK Admira Wien                                               |
| 1963–64   | Rapid Wien (23)                                              | Austria Wien                                                 |
| 1964–65   | LASK                                                         | Rapid Wien                                                   |
| 1965–66   | SK Admira Wien (9)                                           | Rapid Wien                                                   |
| 1966–67   | Rapid Wien (24)                                              | Wacker Innsbruck                                             |
| 1967–68   | Rapid Wien (25)                                              | Wacker Innsbruck                                             |
| 1968–69   | Austria Wien (9)                                             | Wiener Sport-Club                                            |
| 1969–70   | Austria Wien (10)                                            | Wiener Sport-Club                                            |
| 1970–71   | Wacker Innsbruck                                             | SV Austria Salzburg                                          |
| 1971–72   | Wacker Innsbruck (2)                                         | Austria Wien                                                 |
| 1972–73   | Wacker Innsbruck (3)                                         | Rapid Wien                                                   |
| 1973–74   | VÖEST Linz                                                   | Wacker Innsbruck                                             |

| Mùa giải                  | Vô địch                 | Á quân              |
| ------------------------- | ----------------------- | ------------------- |
| Giới thiệu về Bundesliga. |                         |                     |
| 1974–75                   | Wacker Innsbruck (4)    | VÖEST Linz          |
| 1975–76                   | Austria WAC Wien (11)   | Wacker Innsbruck    |
| 1976–77                   | Wacker Innsbruck (5)    | Rapid Wien          |
| 1977–78                   | Austria Wien (12)       | Rapid Wien          |
| 1978–79                   | Austria Wien (13)       | Wiener Sport-Club   |
| 1979–80                   | Austria Wien (14)       | VÖEST Linz          |
| 1980–81                   | Austria Wien (15)       | Sturm Graz          |
| 1981–82                   | Rapid Wien (26)         | Austria Wien        |
| 1982–83                   | Rapid Wien (27)         | Austria Wien        |
| 1983–84                   | Austria Wien (16)       | Rapid Wien          |
| 1984–85                   | Austria Wien (17)       | Rapid Wien          |
| 1985–86                   | Austria Wien (18)       | Rapid Wien          |
| 1986–87                   | Rapid Wien (28)         | Austria Wien        |
| 1987–88                   | Rapid Wien (29)         | Austria Wien        |
| 1988–89                   | Swarovski Tirol (6)     | Admira Wacker Wien  |
| 1989–90                   | Swarovski Tirol (7)     | Austria Wien        |
| 1990–91                   | Austria Wien (19)       | Swarovski Tirol     |
| 1991–92                   | Austria Wien (20)       | SV Austria Salzburg |
| 1992–93                   | Austria Wien (21)       | SV Austria Salzburg |
| 1993–94                   | SV Austria Salzburg     | Austria Wien        |
| 1994–95                   | SV Austria Salzburg (2) | Sturm Graz          |
| 1995–96                   | Rapid Wien (30)         | Sturm Graz          |
| 1996–97                   | SV Austria Salzburg (3) | Rapid Wien          |
| 1997–98                   | Sturm Graz              | Rapid Wien          |
| 1998–99                   | Sturm Graz (2)          | Rapid Wien          |
| 1999–2000                 | Tirol Innsbruck (8)     | Sturm Graz          |
| 2000–01                   | Tirol Innsbruck (9)     | Rapid Wien          |
| 2001–02                   | Tirol Innsbruck (10)    | Sturm Graz          |
| 2002–03                   | Austria Wien (22)       | Grazer AK           |
| 2003–04                   | Grazer AK               | Austria Wien        |
| 2004–05                   | Rapid Wien (31)         | Grazer AK           |
| 2005–06                   | Austria Wien (23)       | Red Bull Salzburg   |
| 2006–07                   | Red Bull Salzburg (4)   | SV Ried             |
| 2007–08                   | Rapid Wien (32)         | Red Bull Salzburg   |
| 2008–09                   | Red Bull Salzburg (5)   | Rapid Wien          |
| 2009–10                   | Red Bull Salzburg (6)   | Austria Wien        |
| 2010–11                   | Sturm Graz (3)          | Red Bull Salzburg   |
| 2011–12                   | Red Bull Salzburg (7)   | Rapid Wien          |
| 2012–13                   | Austria Wien (24)       | Red Bull Salzburg   |
| 2013–14                   | Red Bull Salzburg (8)   | Rapid Wien          |
| 2014–15                   | Red Bull Salzburg (9)   | Rapid Wien          |
| 2015–16                   | Red Bull Salzburg (10)  | Rapid Wien          |
| 2016–17                   | Red Bull Salzburg (11)  | Austria Wien        |
| 2017–18                   | Red Bull Salzburg (12)  | Sturm Graz          |
| 2018–19                   | Red Bull Salzburg (13)  | LASK                |
| 2019–20                   | Red Bull Salzburg (14)  | Rapid Wien          |
| 2020–21                   | Red Bull Salzburg (15)  | Rapid Wien          |
| 2021–22                   | Red Bull Salzburg (16)  | Sturm Graz          |
| 2022–23                   | Red Bull Salzburg (17)  | Sturm Graz          |
| 2023–24                   | Sturm Graz (4)          | Red Bull Salzburg   |
| 2024–25                   | Sturm Graz (5)          | Red Bull Salzburg   |

## Thống kê

### Thành tích theo câu lạc bộ
| Câu lạc bộ                                                                   | Vô địch | Á quân | Mùa vô địch |
| ---------------------------------------------------------------------------- | ------- | ------ | --- |
| Rapid Wien                                                                   | 32      | 29     | 1911–12, 1912–13, 1915–16, 1916–17, 1918–19, 1919–20, 1920–21, 1922–23, 1928–29, 1929–30, 1934–35, 1937–38, 1939–40, 1940–41, 1945–46, 1947–48, 1950–51, 1951–52, 1953–54, 1955–56, 1956–57, 1959–60, 1963–64, 1966–67, 1967–68, 1981–82, 1982–83, 1986–87, 1987–88, 1995–96, 2004–05, 2007–08 |
| Austria Wien                                                                 | 24      | 19     | 1923–24, 1925–26, 1948–49, 1949–50, 1952–53, 1960–61, 1961–62, 1962–63, 1968–69, 1969–70, 1975–76, 1977–78, 1978–79, 1979–80, 1980–81, 1983–84, 1984–85, 1985–86, 1990–91, 1991–92, 1992–93, 2002–03, 2005–06, 2012–13                                                                         |
| Red Bull Salzburg ‡                                                          | 17      | 9      | 1993–94, 1994–95, 1996–97, 2006–07, 2008–09, 2009–10, 2011–12, 2013–14, 2014–15, 2015–16, 2016–17, 2017–18, 2018–19, 2019–20, 2020–21, 2021–22, 2022–23 |
| Wacker Innsbruck (5) (4) · Swarovski Tirol (2) (1) · Tirol Innsbruck (3) (–) | 10      | 5      | 1970–71, 1971–72, 1972–73, 1974–75, 1976–77, 1988–89, 1989–90, 1999–2000, 2000–01, 2001–02 |
| SK Admira Wien (8) (5) SC Wacker Wien (1) (7) Admira Wacker Wien (–) (1) *   | 9       | 13     | 1926–27, 1927–28, 1931–32, 1933–34, 1935–36, 1936–37, 1938–39, 1946–47, 1965–66 |
| First Vienna FC                                                              | 6       | 6      | 1930–31, 1932–33, 1941–42, 1942–43, 1943–44, 1954–55 |
| Sturm Graz                                                                   | 5       | 6      | 1997–98, 1998–99, 2010–11, 2023–24, 2024–25 |
| Wiener Sport-Club                                                            | 3       | 7      | 1921–22, 1957–58, 1958–59 |
| Floridsdorfer AC                                                             | 1       | 3      | 1917–18 |
| Wiener AF                                                                    | 1       | 2      | 1913–14 |
| LASK                                                                         | 1       | 2      | 1964–65 |
| VÖEST Linz                                                                   | 1       | 2      | 1973–74 |
| Grazer AK                                                                    | 1       | 2      | 2003–04 |
| Wiener AC                                                                    | 1       | 1      | 1914–15 |
| Hakoah Vienna                                                                | 1       | 1      | 1924–25 |
| SC Rudolfshügel                                                              | –       | 1      | – |
| Brigittenauer AC                                                             | –       | 1      | – |
| FC Wien                                                                      | –       | 1      | – |
| SV Ried                                                                      | –       | 1      | – |

Ghi chú:
- Tất cả các đội đến từ Innsbruck, Tirol. Wacker Innsbruck (1915–1999), Swarovski Tirol (1986–1992) và Tirol Innsbruck (1993–2002). Họ được coi là sự tiếp nối của nhau
- ‡ Công ty Red Bull mua lại câu lạc bộ ngày 6 tháng 4 năm 2005 và đổi tên. Tới 2005 đội được gọi là SV Austria Salzburg hay Casino Salzburg. Họ cũng đổi từ màu trắng-tím sang đỏ-trắng. Tím-Trắng thành lập một câu lạc bộ mới, SV Austria Salzburg.
- * FC Admira Wacker Mödling được thành lập sau sự hợp nhất của SK Admira Wien và SC Wacker Wien năm 1971, dưới tên gọi Admira Wacker Wien, hợp nhất với VfB Mödling năm 1997 và với SK Schwadorf năm 2008. Đội mới thi đấu tại Mödling.

### Thành tích theo thành phố
| Thành phố        | Câu lạc bộ | Vô địch | Á quân |
| ---------------- | --- | ------- | ------ |
| Viên             | Rapid Wien (32) (26), Austria Wien (24) (18), First Vienna FC (6) (6), Wiener Sport-Club (3) (7), Floridsdorfer AC (1) (3), Wiener AF (1) (2), Wiener AC (1) (1), Hakoah Vienna (1) (1), SpC Rudolfshügel (–) (1), Brigittenauer AC (–) (1), FC Wien (–) (1) | 69      | 67     |
| Salzburg         | FC Red Bull Salzburg (10) (7) ‡ | 10      | 7      |
| Innsbruck        | Wacker Innsbruck (5) (4), Swarovski Tirol (2) (1), Tirol Innsbruck (3) (–) | 10      | 5      |
| Mödling          | SK Admira Wien (8) (5), SC Wacker Wien (1) (7), Admira Wacker Wien (–) (1) * | 9       | 13     |
| Graz             | Sturm Graz (3) (5), Grazer AK (1) (2) | 4       | 7      |
| Linz             | VÖEST Linz (1) (2), LASK Linz (1) (1) | 2       | 3      |
| Ried im Innkreis | SV Ried (–) (1) | –       | 1      |

## Vua phá lưới Bundesliga
| Mùa giải | Cầu thủ                             | Bàn thắng | Câu lạc bộ         |
| -------- | ----------------------------------- | --------- | ------------------ |
| 1974–75  | Helmut Köglberger                   | 22        | LASK Linz          |
| 1975–76  | Johann Pirkner                      | 21        | FK Austria Wien    |
| 1976–77  | Hans Krankl                         | 32        | SK Rapid Wien      |
| 1977–78  | Hans Krankl                         | 41        | SK Rapid Wien      |
| 1978–79  | Walter Schachner                    | 24        | FK Austria Wien    |
| 1979–80  | Walter Schachner                    | 34        | FK Austria Wien    |
| 1980–81  | Gernot Jurtin                       | 20        | SK Sturm Graz      |
| 1981–82  | Božo Bakota                         | 24        | SK Sturm Graz      |
| 1982–83  | Hans Krankl                         | 23        | SK Rapid Wien      |
| 1983–84  | Tibor Nyilasi                       | 26        | FK Austria Wien    |
| 1984–85  | Toni Polster                        | 24        | FK Austria Wien    |
| 1985–86  | Toni Polster                        | 33        | FK Austria Wien    |
| 1986–87  | Toni Polster                        | 39        | FK Austria Wien    |
| 1987–88  | Zoran Stojadinović                  | 27        | SK Rapid Wien      |
| 1988–89  | Peter Pacult                        | 26        | FC Swarovski Tirol |
| 1989–90  | Gerhard Rodax                       | 35        | Admira Wacker      |
| 1990–91  | Václav Daněk                        | 29        | FC Swarovski Tirol |
| 1991–92  | Christoph Westerthaler              | 17        | FC Swarovski Tirol |
| 1992–93  | Václav Daněk                        | 24        | FC Tirol Innsbruck |
| 1993–94  | Nikola Jurčević Heimo Pfeifenberger | 14        | SV Salzburg        |
| 1994–95  | Souleyman Sané                      | 20        | FC Tirol Innsbruck |
| 1995–96  | Ivica Vastić                        | 22        | SK Sturm Graz      |

| Mùa giải | Cầu thủ                           | Bàn thắng | Câu lạc bộ                    |
| -------- | --------------------------------- | --------- | ----------------------------- |
| 1996–97  | René Wagner                       | 21        | SK Rapid Wien                 |
| 1997–98  | Geir Frigård                      | 23        | LASK Linz                     |
| 1998–99  | Eduard Glieder                    | 22        | SV Salzburg                   |
| 1999-00  | Ivica Vastić                      | 32        | SK Sturm Graz                 |
| 2000–01  | Radosław Gilewicz                 | 22        | FC Tirol Innsbruck            |
| 2001–02  | Ronald Brunmayr                   | 27        | Grazer AK                     |
| 2002–03  | Axel Lawarée                      | 21        | SC Schwarz-Weiß Bregenz       |
| 2003–04  | Roland Kollmann                   | 27        | Grazer AK                     |
| 2004–05  | Christian Mayrleb                 | 21        | SV Pasching                   |
| 2005–06  | Sanel Kuljić Roland Linz          | 15        | SV Ried FK Austria Wien       |
| 2006–07  | Alexander Zickler                 | 22        | FC Red Bull Salzburg          |
| 2007–08  | Alexander Zickler                 | 16        | FC Red Bull Salzburg          |
| 2008–09  | Marc Janko                        | 39        | FC Red Bull Salzburg          |
| 2009–10  | Steffen Hofmann                   | 20        | SK Rapid Wien                 |
| 2010–11  | Roland Linz Roman Kienast         | 21        | FK Austria Wien SK Sturm Graz |
| 2011–12  | Jakob Jantscher Stefan Maierhofer | 14        | FC Red Bull Salzburg          |
| 2012–13  | Philipp Hosiner                   | 32        | FK Austria Wien               |
| 2013–14  | Jonathan Soriano                  | 31        | FC Red Bull Salzburg          |
| 2014–15  | Jonathan Soriano                  | 31        | FC Red Bull Salzburg          |
| 2015–16  | Jonathan Soriano                  | 21        | FC Red Bull Salzburg          |

### Cầu thủ ghi bàn hàng đầu
Tính đến 24 tháng 10 năm 2015.
| Thứ hạng | Quốc tịch    | Tên                    | Câu lạc bộ                                                                                     | Năm       | Bàn | Trận | Tỉ lệ |
| -------- | ------------ | ---------------------- | ---------------------------------------------------------------------------------------------- | --------- | --- | ---- | ----- |
| 1        | Áo           | Hans Krankl            | Rapid Wien, Wiener Sport-Club & First Vienna                                                   | 1970–1989 | 270 | 361  | 0.75  |
| 2        | Croatia · Áo | Ivica Vastić           | Sturm Graz, Austria Wien, FC Admira Wacker, LASK Linz, VSE St. Pölten & First Vienna           | 1991–2009 | 187 | 441  | 0.42  |
| 3        | Áo           | Peter Pacult           | Rapid Wien, FC Wacker Innsbruck, Austria Wien, Wiener Sport-Club & FC Blau-Weiß Linz           | 1980–1996 | 186 | 396  | 0.47  |
| 4        | Áo           | Christian Mayrleb      | FC Wacker Innsbruck, Austria Wien, FC Admira Wacker, LASK Linz, Austria Salzburg & SV Pasching | 1992–2006 | 186 | 494  | 0.38  |
| 5        | Áo           | Alfred Drabitz         | Austria Wien, Wiener Sport-Club & First Vienna                                                 | 1978–1991 | 155 | 365  | 0.42  |
| 6        | Áo           | Mario Haas             | Sturm Graz                                                                                     | 1992–2012 | 145 | 451  | 0.32  |
| 7        | Áo           | Christoph Westerthaler | FC Wacker Innsbruck, LASK Linz & SK Vorwärts Steyr                                             | 1983–1997 | 131 | 378  | 0.35  |
| 8        | Áo           | Christian Keglevits    | Rapid Wien, LASK Linz, Austria Salzburg & Wiener Sport-Club                                    | 1979–1993 | 129 | 405  | 0.32  |
| 9        | Áo           | Walter Knaller         | FC Admira Wacker & FC Blau-Weiß Linz                                                           | 1980–1992 | 127 | 333  | 0.38  |
| 10       | Áo           | Toni Polster           | Austria Wien & FC Salzburg                                                                     | 1982–2000 | 122 | 158  | 0.77  |

- Đậm đang thi đấu tại Bundesliga.